# Mohamed Akotey
Mohamed Akotey (Tidène, por volta de 1967) é um político e líder da comunidade tuaregue dos Ifoghas do Níger.

## Biografia
Originalmente de Tidène, um vale a 80 quilômetros ao norte de Agadez, a última cidade antes de chegar ao deserto do Saara. Pertencente à tribo Ifoghas, assim como Iyad Ag Ghali, chefe do movimento jihadista Ansar al-Din no Mali.
Estudou geografia em Niamey, beneficiando-se de uma bolsa da cooperação francesa e iniciou uma tese de antropologia na Sorbonne na década de 1990, que não concluiu. Sobrinho de Mano Dayak, uma das principais figuras da rebelião tuaregue que eclodiu nos anos 1990, assumiu a direção da Coordenação da Resistência Armada (CRA) quando Dayak faleceu num acidente aéreo a 15 de dezembro de 1995 quando ia participar nas negociações de paz em Niamey.
Mohamed Akotey é membro da Frente de Libertação Temoust (FLT). Ao contrário do tio, porém, aderiu ao processo do Acordo de Paz de Niamey. Também conseguiu acabar com a disputa de liderança com Rhissa Ag Boula, que havia se tornado rival de Mano Dayak, na comunidade tuaregue.
De 1996 a 1999 foi conselheiro de segurança do General Ibrahim Maïnassara, durante o seu último mandato na presidência do Níger.
De 2007 a 2009 exerceu o cargo de Ministro do Ambiente e Combate à Desertificação nomeado pelo Presidente Mamadou Tandja.
Renunciou ao cargo para presidir o conselho de administração da Imouraren SA, empresa nigerina com 58% de participação no grupo francês Areva, que opera a mina de urânio de Imouraren.
Salou Djibo confiou-lhe extraoficialmente o papel de mediador-chefe para a libertação de sete reféns da Areva em Arlit, sequestrados em 16 de setembro de 2010, que continuará sob o novo presidente eleito em abril de 2011, Mahamadou Issoufou. Desempenhou um papel decisivo na libertação em 27 de outubro de 2013,1 em contato do lado jihadista com Ibrahim Ag Inawalen.
"Suas relações com os ex-rebeldes tuaregues malianos e membros da tribo Ifoghas foram decisivas", conforme observou posteriormente Ibrahim Mohamed, um ex-chefe rebelde nigerino, em 2013 durante a libertação dos reféns de Arlit.
Mais tarde, Mohamed Akotey foi encarregado das negociações para a libertação de Serge Lazarevic, sequestrado no Mali em 24 de novembro de 2011. O chefe da katiba Al Ansar  que reivindica a responsabilidade pelo sequestro do francês é parente de Iyad Ag Ghali. Mohamed Akotey supostamente foi a Kidal para se encontrar com membros da comunidade tuaregue de Adrar dos Ifoghas e regressou.